# Tantre
Tantre (statve ali tkanine) se nanašajo na številna in raznolika sveta besedila, pripadajoča katerikoli izmed mnogih ezoteričnih tradicij hindujske ali budistične filozofije. Hindujske tantre skupaj štejejo dvaindevetdeset besedil izmed katerih jih je štiriinšestdeset v dualistični obliki (Ābheda). Te tantre so poznane kot Bhairava tantre ali Kašmirske šaivistične tantre. Osemnajst tanter je delno dualističnih; poznane so kot Rudra tantre. Deset tanter pa je popolnoma dualističnih (Bheda). Bheda tantre se imenujejo Šiva tantre. Rudra tantre ter Šiva tantre uporabljajo šaiva siddhantini, zato so včasih ta besedila označena kot Šaiva siddhanta tantre ali Āgame.

## Mitološke korenine
V hinduizmu tantre veljajo za šruti, kanon, ki ga je razkril bog Šiva. Vsako tantro posebej je ustvaril kot kombinacijo njegovih petih univerzalnih energij: čit šakti (energija zavesti), ananda šakti (energija blaženosti), icča šakti (energija volje), džnana šakti (energija znanja) in krija šakti (energija dejanja). Pravijo, da je Šiva razsvetlil vesolje ter pričel satja jugo tako da je razkril tantre. V dobi kali juge so se sčasoma tudi ta učenja porazgubila, ko so se veliki mojstri umakniti iz družbenega življenja v samoto. Nato je Šiva na gori Kailaš ponovno zavzel obliko Šrikanthanatha ter nekatere tantre razkril Durvasa Rišiju.
V nath tradiciji legende pripisujejo izvor tanter Dattatreji, polmitološkemu jogiju ter domnevnemu avtorju Dživanmukta gite (»Pesem osvobojene duše«). Matsjendranath pa naj bi bil avtor Kauladžana-nirnaje, obsežne tantre iz 9. stoletja, ki razlaga množico mističnih in magičnih in ter zaseda pomembno vlogo v hindujski tantrični tradiciji ter vadžrajana budizmu.
Nekatere šole budizma pripisujejo izvor budističnih suter in tanter Šakjamuni Budi, vendar se številni budistični učenjaki s to trditvijo ne strinjajo. Očitno nesoglasje med raznimi budističnimi smermi in zahodnjaškimi raziskovalci izvira predvsem iz dejstva, da vsaka skupina Šakjamuni Budo dojema drugače. Znanstveniki ga vidijo le kot zgodovinsko osebnost, brez nadnaravnih moči, ter zanikajo, da je svoja učenja nadaljeval še po smrti. Budisti pa verjamejo, da je svoja učenja nadaljeval preko mnogih sledečih inkarnacij.

## Zgodovinsko ozadje
Točnih datumov ni mogoče določiti, saj tantrična tradicija nedvomno datira veliko pred pojavom pisnih virov. Čeprav se filozofska načela do določene mere razlikujejo, tako budistična kot hindujska tantrična besedila vsebujejo podobne opise pobožnih praks, joge ter številne druge zgodnje plemenske običaje. Na primer: oba sistema opisujeta vizualizacije večrokih božanskih likov, manipulacijo subtilnih energij preko energijskih središč (čakre), čaščenje žensk, podobe iz kremacijskih pokopališč in klavnic itd. Zaradi teh podobnosti je težko dokončno določiti, kje so se tantrična besedila začela pojavljati - budisti in hindujci si delijo nekatere svete kraje, ki so pustili pečat na obeh kulturah.
Nekatere avtoritete so tantrična učenja povezovali z Atharva-vedo zaradi magične vsebine in obrobnega statusa v strogo ortodoksnih hindujskih krogih. Trditve o povezanosti tanter z vedskimi besedili je kontroverzna in je še dandanes povod za mnoga nestrinjanja med ortodoksnimi pripadniki hinduizma. Vse večje število strokovnjakov zagovarja teorijo, da se je levji delež himn Rig-vede pojavil v četrtem stol. pr. n. š. Ostale tri vedske zbirke - Jadžur-veda, Sama-veda ter Atharva-veda - so se verjetno pojavile v istem obdobju.